# ارکیده آدم
ارکیده آدم (نام علمی: Aceras anthropophorum) نام یک گونه از تیره ثعلبیان است.